# Condition de Lindeberg
En théorie des probabilités, la condition de Lindeberg est une condition suffisante - et sous certaines conditions, aussi une condition nécessaire - pour le théorème central limite (TCL) à respecter pour une suite de variables aléatoires indépendantes,,. Contrairement au TCL classique, qui impose que les variables aléatoires en question aient une variance finie et soient indépendantes et identiquement distribuées, la version de Lindeberg exige uniquement la variance finie, le respect de la condition de Lindeberg, et l'indépendance des variables. Cette condition est nommée d'après le mathématicien finlandais, Jarl Waldemar Lindeberg.

## Formulation
Soient {\displaystyle (\Omega ,{\mathcal {F}},\mathbb {P} )} un espace probabilisé , et {\displaystyle X_{k}:\Omega \rightarrow \mathbb {R} ,~k\in \mathbb {N} } des variables aléatoires indépendantes sur cet espace. Supposons que les valeurs {\displaystyle \mathbb {E} \,[X_{k}]=\mu _{k}} et les variances {\displaystyle \mathrm {Var} \,[X_{k}]=\sigma _{k}^{2}} existent et sont finies. De plus, soit {\displaystyle s_{n}^{2}:=\sum _{k=1}^{n}\sigma _{k}^{2}.}
Si la suite de variables aléatoires indépendantes {\displaystyle (X_{k})} satisfait la condition de Lindeberg :
{\displaystyle \lim _{n\to \infty }{\frac {1}{s_{n}^{2}}}\sum _{k=1}^{n}\mathbb {E} \left[(X_{k}-\mu _{k})^{2}\cdot \mathbf {1} _{\{|X_{k}-\mu _{k}|>\varepsilon s_{n}\}}\right]=0}
pour tout {\displaystyle \varepsilon >0}, où 1{…} est la fonction caractéristique, alors le théorème central limite est respecté, i.e. les variables aléatoires
{\displaystyle Z_{n}:={\frac {\sum _{k=1}^{n}(X_{k}-\mu _{k})}{s_{n}}}}
convergent en loi, lorsque {\displaystyle n\to \infty }, vers une variable aléatoire suivant une loi normale centrée réduite.
La condition de Lindeberg est suffisante, mais généralement pas nécessaire (i.e. l'implication inverse n'est généralement pas vérifiée). Toutefois, si la suite de variables aléatoires indépendantes en question satisfait
{\displaystyle \max _{k=1,\ldots ,n}{\frac {\sigma _{k}^{2}}{s_{n}^{2}}}\to 0,\quad {\text{ quand }}n\to \infty ,}
alors la condition de Lindeberg est nécessaire et suffisante, i.e. elle est respectée si et seulement si le résultat du TCL l'est.

## Remarques

### Théorème de Feller
Le théorème de Feller peut être utilisé comme méthode alternative pour vérifier la condition de Lindeberg. Soit {\displaystyle S_{n}:=\sum _{k=1}^{n}X_{k}} et, pour simplifier, {\displaystyle \mathbb {E} \,[X_{k}]=0}, le théorème établit que
si {\displaystyle \forall \varepsilon >0}, {\displaystyle \lim _{n\rightarrow \infty }\max _{1\leq k\leq n}P(|X_{k}|>\varepsilon s_{n})=0} et {\displaystyle {\frac {S_{n}}{s_{n}}}} converge en loi vers une loi normale centrée réduite quand {\displaystyle n\rightarrow \infty } alors {\displaystyle (X_{k})} satisfait la condition de Lindeberg.
Ce théorème peut être utilisé pour infirmer que le théorème central limite est respecté pour {\displaystyle (X_{k})} en raisonnant par l'absurde. Ce procédé impose de prouver que la condition de Lindeberg est fausse pour {\displaystyle (X_{k})}.

## Interprétation
Parce que la condition de Lindeberg induit que {\displaystyle \max _{k=1,\ldots ,n}{\frac {\sigma _{k}^{2}}{s_{n}^{2}}}\to 0} quand {\displaystyle n\to \infty }, elle garantit que la contribution de n'importe quelle variable aléatoire {\displaystyle X_{k}} ({\displaystyle 1\leq k\leq n}) prise individuellement à la variance {\displaystyle s_{n}^{2}} est arbitrairement petite, pour des valeurs de {\displaystyle n} suffisamment grandes.

## Source
- (en) Cet article est partiellement ou en totalité issu de l’article de Wikipédia en anglais intitulé « Lindeberg's condition » (voir la liste des auteurs).